# Caucasalia pontica
Caucasalia pontica là một loài thực vật có hoa trong họ Cúc. Loài này được (K.Koch) Greuter mô tả khoa học đầu tiên năm 2005.